# Стрелец
Стрелец је насељено место у саставу општине Мала Суботица у Међимурској жупанији, Хрватска. До територијалне реорганизације у Хрватској налазио се у саставу старе општине Чаковец.

## Становништво
На попису становништва 2011. године, Стрелец је имао 296 становника.

## Попис1991.
На попису становништва 1991. године, насељено место Стрелец је имало 341 становника, следећег националног састава:
| Попис 1991.‍  | Попис 1991.‍  | Попис 1991.‍ | Попис 1991.‍ | Попис 1991.‍ |
| ------------ | ------------ | ----------- | ----------- | ----------- |
|              |              |             |             |             |
| Хрвати       | Хрвати       |             | 331         | 97,06%      |
| Словенци     | Словенци     |             | 8           | 2,34%       |
| регион. опр. | регион. опр. |             | 1           | 0,29%       |
| непознато    | непознато    |             | 1           | 0,29%       |
| укупно: 341  |              |             |             |             |